# Erupa
Erupa is een geslacht van vlinders van de familie van de grasmotten (Crambidae), uit de onderfamilie van de Erupinae. De wetenschappelijke naam en de beschrijving van dit geslacht zijn voor het eerst gepubliceerd in 1864 door Francis Walker. Walker beschreef ook de eerste soort uit het geslacht, Erupa chiloides, die als typesoort is aangeduid.

## Soorten
- Erupa adiposalis (Dognin, 1912)
- Erupa argentescens Hampson, 1896
- Erupa argentilinea Druce, 1910
- Erupa argyrosticta (Hampson, 1919)
- Erupa bilineatella (Walker, 1866)
- Erupa chiloides Walker, 1864
- Erupa chilopsisina Schaus, 1922
- Erupa cluaca Druce, 1900
- Erupa congruella (Walker, 1866)
- Erupa digrammica Hampson, 1919
- Erupa discordella Schaus, 1913
- Erupa eambardella (Schaus, 1922)
- Erupa gigantea Druce, 1900
- Erupa gyges Druce, 1900
- Erupa herstanellus (Schaus, 1922)
- Erupa huarmellus Schaus, 1922
- Erupa impunctella Schaus, 1922
- Erupa invidella Schaus, 1913
- Erupa lactealis Hampson, 1896
- Erupa luceria Druce, 1902
- Erupa nampa Schaus, 1929
- Erupa nigrescentella Hampson, 1896
- Erupa olorana Schaus, 1934
- Erupa patara Druce, 1902
- Erupa plumbealis Hampson, 1919
- Erupa pravella Schaus, 1913
- Erupa prodigialis (Zeller, 1877)
- Erupa puncticilialis Hampson, 1919
- Erupa rhaetia Druce, 1900
- Erupa ruptilineella Hampson, 1896
- Erupa schoenobina Hampson, 1919
- Erupa similis Druce, 1899
- Erupa somenella Schaus, 1922
- Erupa teinopalpia (Hampson, 1913)
- Erupa titana Druce, 1910
- Erupa titanalis C. Felder, R. Felder & Rogenhofer, 1875